# 良心食品
良心食品控股有限公司，簡稱良心食品控股，以及良心食品（英語：Consciencefood Holding Limited，SGX：L1D），在1998年由刘奕陞先生（董事長及首席執行官）進行收購奥拉格食品企业有限公司而設。
現時業務在印度尼西亞經營生產及銷售飲品及方便麵等產品，現時總部位於No. 92, Jalan Sutomo, Medan 20213 North Sumatera, Indonesia。該公司股份在2010年8月5日於新加坡交易所主板上市。該公司招股價為0.22新加坡元，發行股份為103,996,000股，集資額為23,000,000新加坡元。

## 連結
- ConscienceFood.com